# エフ・ディー・エックス
エフ・ディー・エックス (ドイツ語正式名称：FDX Fluid Dynamix GmbH、日本語通称名: エフ・ディー・エックス、FDX) は2015年にドイツ・ベルリンで創業したスタートアップ企業であり、流体力学を専門に研究し開発したノズルの専業メーカーである。
現在日本国内における代理店は株式会社トミタが担っている。

## 会社概要
2015年1月にスタートアップ企業などを対象とする資金提供プログラム EXIST-Forschungstransferに採択され、ベルリン工科大学にてFluid Dynami-Xを設立。2年間に渡り計86万ユーロ(2015年1月の為替レートで約1,200万円)が提供された。
2015年5月、Bernhard Bobusch氏、Oliver Krüger氏、Jens Wintering氏の3人でFDXを設立。

## 受賞歴
- 2015年
  - EXIST-Forschungstransfer採択…タートアップ企業などを対象とする資金提供プログ
  - Businessplan-Wettbewerb Berlin-Brandenburg für Unternehmensgründerinnen und -gründer (BPW、日本語訳：起業家のためのベルリン・ブランディング州ビジネスプランコンペティション)にて1位を獲得
  - Startup+…ベルリン工科大学提供のプログラムで受賞者にはプロによる写真撮影、中間管理(経営資源やスキルを一時的に提供すること)、および経営指導が提供される。
  - TechFounders
  - BMW Startup Garage…自動車業界向けのプロトタイプ商品を持つ、スタートアップ企業向けのピッチコンテスト
- 2016年
  - Young Tech Enterprises Pitch Challenge 2016
  - Pioneers Challange 2016…世界中の 500 社の中から最も有望なスタートアップ企業の70社のうちの1社に採択。最終的にエネルギーと公益事業部門で1位を獲得。
- 2017年
  - 100万ユーロを投資家から調達
  - ガルデナ社と協力…コンフォートクリーニングノズルecoPulse™の開発を支援。
- 2019年
  - STARTUP AUTOBAHN

## 製品ラインナップ
- LPX…低圧用(1-20bar)
- MPX…中圧用(40-130bar)
- HPX…高圧用(-200bar)